# Licensed to Ill
Licensed to Ill is het debuutalbum van de Beastie Boys. Het was het eerste rapalbum dat populair werd onder een mainstream publiek, en was tevens het eerste album van een blanke hiphopgroep. Ook was het het eerste hiphop-album dat in de Billboard charts terechtkwam. Het album wordt door velen gezien als een van de beste hiphop-albums van de jaren 80. In 2003 stond dit album op plaats 217 in de lijst van de 500 beste albums aller tijden (samengesteld door het Rolling Stone magazine).
Op het album werd veel gebruikgemaakt van samples van Led Zeppelin en Black Sabbath. Zo wordt in het nummer Rhymin' & Stealin' gebruikgemaakt van de drumbeat van het Led Zeppelin-nummer When the Levee Breaks en de gitaarriff van het nummer Sweet Leaf van Black Sabbath. Kerry King van thrashmetalband Slayer speelde gitaar in het nummer No Sleep till Brooklyn. Hij kwam ook in de videoclip van hetzelfde nummer voor.

## Trivia
- De Nederlandse hiphopgroep Osdorp Posse coverde op hun album Vlijmscherp (1993) het nummer No Sleep till Brooklyn in een geheel eigen Nederlandstalige versie: Geen slaap tot Osdorp.
- De track (You Gotta) Fight for Your Right (to Party!) werd gesampeld op de laatste track van het Public Enemy-album It Takes a Nation of Millions to Hold Us Back (1989).

## Tracklist
1. "Rhymin' & Stealin'" – 4:08
2. "The New Style" – 4:36
3. "She's Crafty" – 3:35
4. "Posse in Effect" – 2:27
5. "Slow Ride" – 2:56
6. "Girls" – 3:14
7. "(You Gotta) Fight for Your Right (to Party!)" – 3:28
8. "No Sleep till Brooklyn" – 4:07
  - Met Kerry King van Slayer
9. "Paul Revere" – 3:41
10. "Hold It Now, Hit It" – 3:26
11. "Brass Monkey" – 2:37
12. "Slow and Low" – 3:38
13. "Time to Get Ill" – 3:37